# Roberta Flack & Donny Hathaway
| Recensione | Giudizio |
| ---------- | -------- |
| AllMusic   |          |

Roberta Flack & Donny Hathaway è un album di Roberta Flack e Donny Hathaway pubblicato dall'etichetta discografica Atlantic Records nel maggio del 1972.

## Tracce
Lato A
1. I (Who Have Nothing) – 5:00 (testo: Mogol; adattamento testo in inglese di Jerry Leiber e Mike Stoller – musica: Carlo Donida) – Registrato il 12 agosto 1971
2. You've Got a Friend – 3:24 (Carole King) – Registrato (circa) marzo 1971
3. Baby I Love You – 3:24 (Ronny Shannon) – Registrato il 12 agosto 1971
4. Be Real Black for Me – 3:30 (Roberta Flack, Donny Hathaway, Charles Mann) – Registrato il 12 agosto 1971
5. You've Lost That Loving Feeling – 6:36 (Barry Mann, Cynthia Weil, Phil Spector) – Registrato il 12 agosto 1971

Durata totale: 21:54
Lato B
1. For All We Know – 3:38 (testo: Sam M. Lewis – musica: J. Fred Coots) – Registrato il 12 agosto 1971
2. Where Is the Love – 2:43 (Ralph MacDonald, William Salter) – Registrato il 12 agosto 1971
3. When Love Has Grown – 3:31 (Donny Hathaway, Eugene McDaniels) – Registrato il 12 agosto 1971
4. Come Ye Disconsolate – 4:50 (Tradizionale; arrangiamento di Roberta Flack e Donny Hathaway) – Registrato il 12 agosto 1971
5. Mood – 7:00 (Roberta Flack) – Registrato il 15 ottobre 1971

Durata totale: 21:42

## Formazione
- Roberta Flack – pianoforte (A5, B1 e B5) pianoforte elettrico (A1), organo (B4), voce
- Donny Hathaway – pianoforte (A1, A3, A4 e B4), pianoforte elettrico (A2, A4, A5, B2, B3 e B5), voce
- Arif Mardin – arrangiamento strumenti a corda (A1, A2 e A5), strumenti a corda e legni (B1 e B2)
- Donny Hathaway – arrangiamento strumenti a corda e strumenti a fiato (A4 e B3)
- Eric Gale – chitarra (eccetto brano: A2)
- David Spinozza – chitarra (brano: A2)
- Chuck Rainey – basso elettrico
- Bernard Purdie – batteria (eccetto brano: A2)
- Billy Cobham – batteria (eccetto brano: A2)
- Ralph MacDonald – percussioni
- Jack Jennings – vibrafono (brano: B2)
- Joe Farrell – sassofono soprano (brano: A5)
- Hubert Laws – flauto (brani: B1 e B3)
- Joe Gentle – flauto (brano: A2)

### Produzione
- Joel Dorn e Arif Mardin – produzione
- Registrazioni effettuate al Atlantic Recording Studios di New York City, New York
- Jimmy Douglas – ingegnere delle registrazioni (eccetto brano: A2)
- Lew Hahn – ingegnere delle registrazioni (brano: A2)
- Registrazoni aggiuntive per il brano You've Got a Friend effettuate al Regent Sound Studios di New York City
- Gene Paul – ingegnere registrazioni aggiuntive
- Tutti i brani remixati da Arif Mardin e Jimmy Douglass
- Jeffrey Blue (Harbinger, Washington, D.C.) – foto e design copertina album originale[4]

## Classifica
Album
| Anno | Classifica             | Posizione raggiunta |
| ---- | ---------------------- | ------------------- |
| 1972 | Billboard 200          | 3                   |
| 1972 | Top R&B/Hip-Hop Albums | 2                   |